# Acanthogonatus vilches
Acanthogonatus vilches is een spinnensoort in de taxonomische indeling van de bruine klapdeurspinnen (Nemesiidae).
Acanthogonatus vilches werd in 1995 beschreven door Goloboff.